# Oliver Bjorkstrand
Oliver Bjorkstrand, född 10 april 1995, är en dansk professionell ishockeyspelare som spelar för Tampa Bay Lightning i National Hockey League (NHL).. Bjorkstrand draftades av Columbus Blue Jackets i tredje rundan som 89:e totalt vid NHL Entry Draft 2013. Bjorkstrand är son till den amerikanska hockeycoachen Todd och bror till Patrick.

## Statistik

### Klubbkarriär
| 2010–11    | Herning               | DEN U17    | 19  | 28  | 26  | 54  | 39  | —  | —  | —  | —  | —  |
| 2010–11    | Herning               | DEN U20    | 11  | 13  | 6   | 19  | 2   | 6  | 1  | 7  | 8  | 0  |
| 2010–11    | Herning II            | DEN-2      | —   | —   | —   | —   | —   | 1  | 0  | 0  | 0  | 0  |
| 2011–12    | Herning Blue Fox      | DEN        | 36  | 13  | 13  | 26  | 10  | 10 | 1  | 2  | 3  | 4  |
| 2011–12    | Herning IK            | DEN-2      | 5   | 1   | 2   | 3   | 0   | —  | —  | —  | —  | —  |
| 2012–13    | Portland Winterhawks  | WHL        | 65  | 31  | 32  | 63  | 10  | 21 | 8  | 11 | 19 | 4  |
| 2013–14    | Portland Winterhawks  | WHL        | 69  | 50  | 59  | 109 | 36  | 21 | 16 | 17 | 33 | 8  |
| 2014–15    | Portland Winterhawks  | WHL        | 59  | 63  | 55  | 118 | 35  | 17 | 13 | 12 | 25 | 10 |
| 2015–16    | Columbus Blue Jackets | NHL        | 12  | 4   | 4   | 8   | 0   | —  | —  | —  | —  | —  |
| 2015–16    | Lake Erie Monsters    | AHL        | 51  | 17  | 12  | 29  | 10  | 17 | 10 | 6  | 16 | 2  |
| 2016–17    | Columbus Blue Jackets | NHL        | 26  | 6   | 7   | 13  | 6   | 5  | 0  | 1  | 1  | 0  |
| 2016–17    | Cleveland Monsters    | AHL        | 37  | 14  | 12  | 26  | 6   | —  | —  | —  | —  | —  |
| 2017–18    | Columbus Blue Jackets | NHL        | 82  | 11  | 29  | 40  | 9   | 6  | 1  | 2  | 3  | 0  |
| 2018–19    | Columbus Blue Jackets | NHL        | 77  | 23  | 13  | 36  | 8   | 10 | 2  | 3  | 5  | 0  |
| 2019–20    | Columbus Blue Jackets | NHL        | 49  | 21  | 15  | 36  | 12  | 10 | 3  | 0  | 3  | 0  |
| 2020–21    | Columbus Blue Jackets | NHL        | 56  | 18  | 26  | 44  | 23  | —  | —  | —  | —  | —  |
| 2021–22    | Columbus Blue Jackets | NHL        | 80  | 28  | 29  | 57  | 16  | —  | —  | —  | —  | —  |
| 2022–23    | Seattle Kraken        | NHL        | 81  | 20  | 25  | 45  | 16  | 14 | 4  | 4  | 8  | 0  |
| 2023–24    | Seattle Kraken        | NHL        | 82  | 20  | 39  | 59  | 12  | —  | —  | —  | —  | —  |
| 2024–25    | Seattle Kraken        | NHL        | 61  | 16  | 21  | 37  | 14  | —  | —  | —  | —  | —  |
| 2024–25    | Tampa Bay Lightning   | NHL        | 18  | 5   | 4   | 9   | 4   | —  | —  | —  | —  | —  |
| NHL totalt | NHL totalt            | NHL totalt | 624 | 172 | 212 | 384 | 120 | 45 | 10 | 10 | 20 | 0  |

### Internationellt
| År            | Lag           | Turnering     |               | Matcher | Mål | Assist | Poäng | Utv |
| ------------- | ------------- | ------------- | ------------- | ------- | --- | ------ | ----- | --- |
| 2012          | Danmark       | JVM           | 6             | 2       | 0   | 2      | 0     |     |
| 2012          | Danmark       | U18-VM        | 6             | 4       | 3   | 7      | 0     |     |
| 2013          | Danmark       | JVM D1A       | 5             | 5       | 3   | 8      | 2     |     |
| 2014          | Danmark       | JVM D1A       | 5             | 4       | 2   | 6      | 2     |     |
| 2015          | Danmark       | JVM           | 5             | 4       | 1   | 5      | 2     |     |
| 2015          | Danmark       | VM            | 3             | 0       | 0   | 0      | 2     |     |
| 2016          | Danmark       | OLYQ          | 3             | 0       | 1   | 1      | 0     |     |
| 2018          | Danmark       | VM            | 7             | 1       | 2   | 3      | 0     |     |
| 2021          | Danmark       | OLYQ          | 3             | 3       | 2   | 5      | 2     |     |
| Junior totalt | Junior totalt | Junior totalt | Junior totalt | 27      | 19  | 9      | 28    | 6   |
| Senior totalt | Senior totalt | Senior totalt | Senior totalt | 16      | 4   | 5      | 9     | 4   |